# Pedregalito 1.ª Sección
Pedregalito 1.ª Sección es una localidad del municipio de Huimanguillo ubicado en la subregión de la Chontalpa del estado mexicano de Tabasco.

## Geografía
La localidad de Pedregalito 1.ª Sección se sitúa en las coordenadas geográficas 17°31′22″N 93°33′01″O / 17.522778, -93.550278, a una elevación de 52 metros sobre el nivel del mar.

## Demografía
Según el Conteo de Población y Vivienda 2020, efectuado por el Instituto Nacional de Estadística y Geografía, la localidad de Pedregalito 1.ª Sección tiene 326 habitantes, de los cuales 166 son del sexo masculino y 160 del sexo femenino. Su tasa de fecundidad es de 2.87 hijos por mujer y tiene 78 viviendas particulares habitadas.
| Gráfica de evolución demográfica de Pedregalito 1.ª Sección entre 1940 y 2020 |
|                                                                               |
| INEGI.                                                                        |